# Mario Licker
Mario Licker (Fiume, ... – ...; fl. XX secolo) è stato un calciatore italiano, di ruolo attaccante.

## Carriera
Nella stagione 1928-1929 ha giocato in Divisione Nazionale con la Fiumana, esordendo in massima serie il 24 febbraio 1929 in Fiumana-Venezia 1-1. Nell'arco della stagione ha disputato complessivamente 7 partite, senza mai segnare.